# قانون القيم المتوقعة الكلية
الافتراض في نظرية الاحتمالات المعروف باسم قانون التوقع الكلي ،  قانون التوقعات المتكررة  ( LIE ) ، وقانون آدم ،  قاعدة البرج ،  ونظرية التنعيم ،  من بين أسماء أخرى ، تنص على أنه إذا {\displaystyle X} هو متغير عشوائي قيمته المتوقعة {\displaystyle \operatorname {E} (X)} يتم تعريفه و {\displaystyle Y} هو أي متغير عشوائي على نفس فضاء احتمالي ، إذن
{\displaystyle \operatorname {E} (X)=\operatorname {E} (\operatorname {E} (X\mid Y)),}
على سبيل المثال ، القيمة المتوقعة للقيمة المتوقعة المشروطة لـ {\displaystyle X} معطى {\displaystyle Y} هي نفس القيمة المتوقعة لـ {\displaystyle X} .
حالة خاصة واحدة تنص على أنه إذا {\displaystyle {\left\{A_{i}\right\}}_{i}} هو قسم منتهي أو معدود من فضاء العينة ، إذن
{\displaystyle \operatorname {E} (X)=\sum _{i}{\operatorname {E} (X\mid A_{i})\operatorname {P} (A_{i})}.}
ملاحظة: القيمة المتوقعة المشروطة E ( X | Z ) هي متغير عشوائي تعتمد قيمته على قيمة Z. لاحظ أن القيمة المتوقعة المشروطة لـ X بالنظر إلى الحدث Z = z هي دالة لـ z . إذا كتبنا E ( X | Z = z ) = g ( z ) فإن المتغير العشوائي E ( X | Z ) هو g ( Z ). تنطبق تعليقات مماثلة على التغاير الشرطي.

## مثال
لنفترض أن هناك مصنعين فقط يزودان السوق بمصابيح كهربائية . مصنع {\displaystyle X} تعمل المصابيح لمدة 5000 ساعة في المتوسط ، في حين أن المصنع {\displaystyle Y} تعمل المصابيح لمدة 4000 ساعة في المتوسط. من المعروف أن المصنع {\displaystyle X} تزود 60٪ من إجمالي المصابيح المتاحة. ما هي المدة المتوقعة التي ستعمل فيها لمبة تم شراؤها؟
بتطبيق قانون التوقع الكلي ، لدينا:
{\displaystyle {\begin{aligned}\operatorname {E} (L)&=\operatorname {E} (L\mid X)\operatorname {P} (X)+\operatorname {E} (L\mid Y)\operatorname {P} (Y)\\[3pt]&=5000(0.6)+4000(0.4)\\[2pt]&=4600\end{aligned}}}
بحيث أن:
- {\displaystyle \operatorname {E} (L)} هي العمر المتوقع للمصباح ؛
- {\displaystyle \operatorname {P} (X)={6 \over 10}} هو احتمال أن يكون المصباح الذي تم شراؤه قد تم تصنيعه بواسطة المصنع {\displaystyle X} ؛
- {\displaystyle \operatorname {P} (Y)={4 \over 10}} هو احتمال أن يكون المصباح الذي تم شراؤه قد تم تصنيعه بواسطة المصنع {\displaystyle Y} ؛
- {\displaystyle \operatorname {E} (L\mid X)=5000} هو العمر المتوقع للمصباح المصنوع بواسطة {\displaystyle X} ؛
- {\displaystyle \operatorname {E} (L\mid Y)=4000} هو العمر المتوقع للمصباح المصنوع بواسطة {\displaystyle Y} .

وبالتالي فإن عمر كل مصباح كهربائي يتم شراؤه يبلغ 4600 ساعة.

## الإثبات في الحالات المنتهية والمعدودة
دع المتغيرات العشوائية {\displaystyle X} و {\displaystyle Y} ، المعرفة على نفس فضاء الاحتمال ، تفترض مجموعة منتهية أو لا حصر لها من القيم المنتهية. افترض أن {\displaystyle \operatorname {E} [X]} يتم تعريفه ، أي {\displaystyle \min(\operatorname {E} [X_{+}],\operatorname {E} [X_{-}])<\infty } . إذا {\displaystyle \{A_{i}\}} هو قسم من فضاء الاحتمال {\displaystyle \Omega } ، ومن بعد
{\displaystyle \operatorname {E} (X)=\sum _{i}{\operatorname {E} (X\mid A_{i})\operatorname {P} (A_{i})}.}
برهان - إثبات.
{\displaystyle {\begin{aligned}\operatorname {E} \left(\operatorname {E} (X\mid Y)\right)&=\operatorname {E} {\Bigg [}\sum _{x}x\cdot \operatorname {P} (X=x\mid Y){\Bigg ]}\\[6pt]&=\sum _{y}{\Bigg [}\sum _{x}x\cdot \operatorname {P} (X=x\mid Y=y){\Bigg ]}\cdot \operatorname {P} (Y=y)\\[6pt]&=\sum _{y}\sum _{x}x\cdot \operatorname {P} (X=x,Y=y).\end{aligned}}}
إذا كانت السلسلة منتهية ، فيمكننا تبديل التجميعات ، وسيصبح التعبير السابق
{\displaystyle {\begin{aligned}\sum _{x}\sum _{y}x\cdot \operatorname {P} (X=x,Y=y)&=\sum _{x}x\sum _{y}\operatorname {P} (X=x,Y=y)\\[6pt]&=\sum _{x}x\cdot \operatorname {P} (X=x)\\[6pt]&=\operatorname {E} (X).\end{aligned}}}
من ناحية أخرى ، إذا كانت السلسلة لا نهائية ، فلا يمكن أن يكون تقاربها مشروطًا ، نظرًا لافتراض أن {\displaystyle \min(\operatorname {E} [X_{+}],\operatorname {E} [X_{-}])<\infty .} السلسلة تتقارب تمامًا إذا كان كلاهما {\displaystyle \operatorname {E} [X_{+}]} و {\displaystyle \operatorname {E} [X_{-}]} منتهية ، وتتباعد إلى ما لا نهاية عند أي منهما {\displaystyle \operatorname {E} [X_{+}]} أو {\displaystyle \operatorname {E} [X_{-}]} لانهائية. في كلا السيناريوهين ، يمكن تبادل الملخصات أعلاه دون التأثير على المجموع.
يترك {\displaystyle (\Omega ,{\mathcal {F}},\operatorname {P} )} تكون فضاء احتمالية يكون فيها جبران فرعيان {\displaystyle {\mathcal {G}}_{1}\subseteq {\mathcal {G}}_{2}\subseteq {\mathcal {F}}} يتم تعريفها. لمتغير عشوائي {\displaystyle X} في مثل هذه الفضاء ، ينص قانون التنعيم على أنه إذا {\displaystyle \operatorname {E} [X]} يتم تعريفه ، أي {\displaystyle \min(\operatorname {E} [X_{+}],\operatorname {E} [X_{-}])<\infty } ، ومن بعد
{\displaystyle \operatorname {E} [\operatorname {E} [X\mid {\mathcal {G}}_{2}]\mid {\mathcal {G}}_{1}]=\operatorname {E} [X\mid {\mathcal {G}}_{1}]\quad {\text{(a.s.)}}.}
إثبات . نظرًا لأن التوقع المشروط هو أحد مشتقات Radon-Nikodym ، فإن التحقق من الخواص التالية يؤسس قانون التسوية:
- {\displaystyle \operatorname {E} [\operatorname {E} [X\mid {\mathcal {G}}_{2}]\mid {\mathcal {G}}_{1}]{\mbox{ is }}{\mathcal {G}}_{1}} - قابل للقياس
- {\displaystyle \int _{G_{1}}\operatorname {E} [\operatorname {E} [X\mid {\mathcal {G}}_{2}]\mid {\mathcal {G}}_{1}]d\operatorname {P} =\int _{G_{1}}Xd\operatorname {P} ,} للجميع {\displaystyle G_{1}\in {\mathcal {G}}_{1}.}

أول هذه الخصائص تحمل من خلال تعريف التوقع الشرطي. لإثبات الثانية ،
{\displaystyle {\begin{aligned}\min \left(\int _{G_{1}}X_{+}\,d\operatorname {P} ,\int _{G_{1}}X_{-}\,d\operatorname {P} \right)&\leq \min \left(\int _{\Omega }X_{+}\,d\operatorname {P} ,\int _{\Omega }X_{-}\,d\operatorname {P} \right)\\[4pt]&=\min(\operatorname {E} [X_{+}],\operatorname {E} [X_{-}])<\infty ,\end{aligned}}}
لذلك لا يتجزأ {\displaystyle \textstyle \int _{G_{1}}X\,d\operatorname {P} } تم تعريفه (لا يساوي {\displaystyle \infty -\infty } ).
وهكذا فإن الخاصية الثانية قائمة منذ ذلك الحين {\displaystyle G_{1}\in {\mathcal {G}}_{1}\subseteq {\mathcal {G}}_{2}} يدل
{\displaystyle \int _{G_{1}}\operatorname {E} [\operatorname {E} [X\mid {\mathcal {G}}_{2}]\mid {\mathcal {G}}_{1}]d\operatorname {P} =\int _{G_{1}}\operatorname {E} [X\mid {\mathcal {G}}_{2}]d\operatorname {P} =\int _{G_{1}}Xd\operatorname {P} .}
اللازمة - النتيجة. في حالة خاصة عندما {\displaystyle {\mathcal {G}}_{1}=\{\emptyset ,\Omega \}} و {\displaystyle {\mathcal {G}}_{2}=\sigma (Y)} ، فإن قانون التجانس يخفض إلى
{\displaystyle \operatorname {E} [\operatorname {E} [X\mid Y]]=\operatorname {E} [X].}
برهان بديل ل {\displaystyle \operatorname {E} [\operatorname {E} [X\mid Y]]=\operatorname {E} [X].}
هذه نتيجة بسيطة لتعريف القياس النظري للتوقع المشروط . حسب التعريف، {\displaystyle \operatorname {E} [X\mid Y]:=\operatorname {E} [X\mid \sigma (Y)]} هو {\displaystyle \sigma (Y)} - متغير عشوائي قابل للقياس يرضي
{\displaystyle \int _{A}\operatorname {E} [X\mid Y]d\operatorname {P} =\int _{A}Xd\operatorname {P} ,}
لكل مجموعة قابلة للقياس {\displaystyle A\in \sigma (Y)} . مع الأخذ {\displaystyle A=\Omega } يثبت المطالبة.

## إثبات صيغة التقسيم
{\displaystyle {\begin{aligned}\sum \limits _{i}\operatorname {E} (X\mid A_{i})\operatorname {P} (A_{i})&=\sum \limits _{i}\int \limits _{\Omega }X(\omega )\operatorname {P} (d\omega \mid A_{i})\cdot \operatorname {P} (A_{i})\\&=\sum \limits _{i}\int \limits _{\Omega }X(\omega )\operatorname {P} (d\omega \cap A_{i})\\&=\sum \limits _{i}\int \limits _{\Omega }X(\omega )I_{A_{i}}(\omega )\operatorname {P} (d\omega )\\&=\sum \limits _{i}\operatorname {E} (XI_{A_{i}}),\end{aligned}}}
حيث {\displaystyle I_{A_{i}}} هي وظيفة المؤشر للمجموعة {\displaystyle A_{i}} .
إذا كان التقسيم {\displaystyle {\{A_{i}\}}_{i=0}^{n}} منتهي ، إذن ، بالخطية ، يصبح التعبير السابق
{\displaystyle \operatorname {E} \left(\sum \limits _{i=0}^{n}XI_{A_{i}}\right)=\operatorname {E} (X),}
وانتهينا.
إذا ، ومع ذلك ، فإن القسم {\displaystyle {\{A_{i}\}}_{i=0}^{\infty }} لانهائية ، ثم نستخدم مبرهنة التقارب المحدود لإظهار ذلك
{\displaystyle \operatorname {E} \left(\sum \limits _{i=0}^{n}XI_{A_{i}}\right)\to \operatorname {E} (X).}
في الواقع ، لكل {\displaystyle n\geq 0} و
{\displaystyle \left|\sum _{i=0}^{n}XI_{A_{i}}\right|\leq |X|I_{\mathop {\bigcup } \limits _{i=0}^{n}A_{i}}\leq |X|.}
منذ كل عنصر من عناصر المجموعة {\displaystyle \Omega } يقع في قسم معين {\displaystyle A_{i}} ، فمن السهل التحقق من أن التسلسل {\displaystyle {\left\{\sum _{i=0}^{n}XI_{A_{i}}\right\}}_{n=0}^{\infty }} يتقارب بشكل نقطي إلى {\displaystyle X} . بالافتراض الأولي ، {\displaystyle \operatorname {E} |X|<\infty } . يؤدي تطبيق نظرية التقارب المهيمن إلى النتيجة المرجوة.

## أنظر أيضا
- قانون الاحتمالات الكلية